# Midwest Airlines

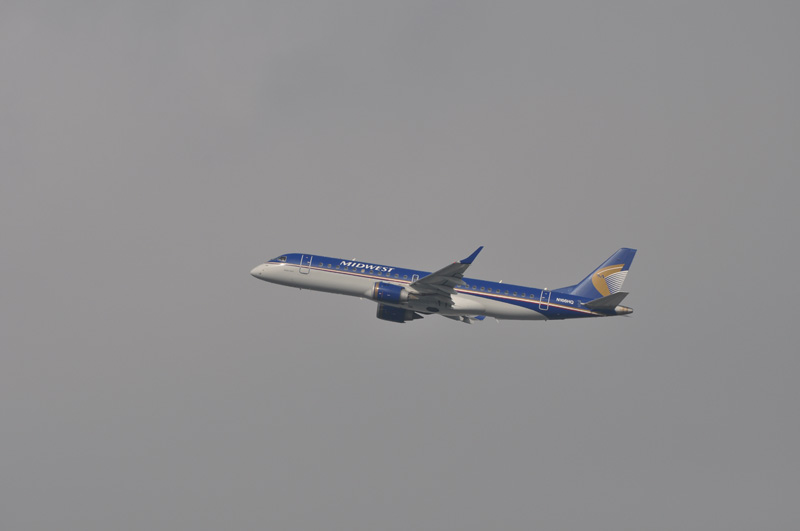

Midwest Airlines was een Amerikaanse lijndienst-luchtvaartmaatschappij uit Milwaukee (Wisconsin).
Het heeft als basis General Mitchell International Airport. Midwest Airlines is het meest bekend van zijn Signature Service op de Boeing 737, een businessclass-stoelenarrangement, inhoudende lederen stoelen, opstelling 2-bij-2, en vers gebakken chocoladekoekjes.
Skyway Airlines is een zustermaatschappij van Midwest Airlines en onderdeel van Midwest Air Group.

## Codes
- IATA: YX
- ICAO: MEP